# Az örök zsidó (film, 1940)
Az örök zsidó (eredeti cím: Der ewige Jude) antiszemita nemzetiszocialista propagandafilm, egyenesen „a náci idők legagresszívabb antiszemita propagandafilmje” A film a második világháború második évében, 1940 novemberének végén jelent meg a német mozikban. Fritz Hippler rendezése alatt forgatták és az NSDAP birodalmi propaganda-igazgatóság adta ki. A film formáját és tartalmát Hitler és Goebbels is komoly mértékben befolyásolta. A film feladata az volt, hogy a nyilvánosságot ráhangolja a tervezett „Holokausztra, mint a zsidókérdés végső megoldására”.
Ennek a dokumentumfilm stílusában alkotott, összeszerkesztett filmnek az ugyancsak antiszemita motivációjú elődje a Jud Süß című játékfilm volt, Veit Harlan rendezésében. E játékfilm feladata az volt, hogy zsidók, mint állítólag káros „rassz” ellen a közönségben ellenérzéseket keltsen. Ezekre az ellenérzésekre utólag Az örök zsidó című filmnek a maga látszólagos dokumentum jellegével kellett rárősítenie.
Az örök zsidó a Jud Süß és a Rothschildok című film képezte azt a három, 1940-ben, a Harmadik Birodalomban bemutatott filmet, amelyik a zsidókat – ellentétben a korábban szokásos móddal, mely a zsidót komikus figuraként szerepeltette –, a náci filmpolitika új irányának megfelelően veszélyes, alja emberként (Untermensch) jelenítette meg.

## Tartalom
|  | Alább a cselekmény részletei következnek! |

A néző már a cím megjelenése előtt értesül arról, hogy a film „adalék a Világzsidóság problémájához“. A cím előtti rész – amely máris merít egyet a zsidó mimikriről szóló klisékből – első mondata így vezeti be a tematikát és az intenciót:
„Azok a civilizált zsidók, akiket mi itt Németországban ismerünk, a fajtájuk hiányos képét nyújtják számunkra. Ez a film lengyel gettókból származó eredeti felvételekkel mutatja meg nekünk, milyenek ők a valóságban még mielőtt a civilizált európai álarca mögé elbújnak“
A film durván négy témára osztható fel:
1. felvételek lengyel gettókból (például a litzmannstadti gettó)
2. a nemzetközi élet számos zsidó származású politikai, kulturális és társadalmi hírességének felsorolása és kritikája
3. vallási ceremóniák, hittan tanítás, istentisztelet, állatok kóser vágása
4. Adolf Hitler beszéde a birodalmi parlament előtt (az elhíresült Reichstagsrede), parádézó SA alakulatok

A film olyan jelenetek foglalata, amelyek a zsidókat a társadalom alján élő, kultúrát nem ismerő, élősködő nép formájában mutatják be. A legtöbb jelenet a lengyelországi zsidó gettókból való, amelyek a „pestis fészkei, mint ilyenek fenyegetik az egészséges árja népek épségét”. Tudatosan válogatják meg a bemutatott személyeket, ezek szegényesen öltözöttek, köztük többen fogatlanul és piszkosan vigyorognak a kamerába. Lakásaik mocskosak, tele vannak kártékony rovarokkal. A zsidók kivándorlását Kelet-Európából olyan képi hasonlat kíséri, amely patkányokat mutat vándorlásuk közben és így a zsidó embereket megsemmisítendő károkozó lényekkel egy sorba állítja. (Kivonat a film kommentárjából):

„Bárhol jelenjenek meg a patkányok, ott nyomukban a megsemmisülés jár, az emberi javakat és az élelmiszert elpusztítják. […] Alattomosak, gyávák és kegyetlenek. Többnyire seregestől jönnek. Alattomos, rejtett pusztulás hordozói az állatok világában – egészen úgy, mint a zsidók az emberek között.”

A piszkos és szegényes gettó lakóiról a film azt állítja, valójában nem szegények ezek, hanem:
„... évtizedes kereskedelmük során elegendő pénzt halmoztak fel ahhoz, hogy maguknak és családjuknak tiszta és kényelmes otthont alakítsanak ki. Ennek ellenére generációk óta ugyanazokban a piszkos és tetves odúkban laknak.“
Ezzel Az Örök zsidó cinikusan azt állítja, hogy a megalázó és embertelen életkörülmények a gettókban tulajdonképp a zsidók akaratából léteznek. A film teljesen figyelmen kívül hagyja, hogy a gettókat Lengyelország német megszállói állították fel és annak lakói a brutális, antiszemita, megsemmisítő politika áldozatai voltak. Az állítólag normális és saját elhatározásból keletkező gettói életkörülmények a tárgya a Terézváros című filmnek is, melyet hasonló módon a dokumentumfilmek stílusában készítettek el, 1945-ben.
A németországi inflációért és munkanélküliségért a film a zsidókat teszi felelőssé. Ők minden foglalkozási ágba befurakodtak és habzsolás, gazemberség és a német nép vagyona elleni bűn révén minden kárt elkerültek (Kivonat a film kommentárjából):

„Minden ezer berlini munkásra csak két zsidó jut. Ezzel szemben 1933 elején száz ügyész közül Berlinben 15 zsidó volt. Száz bíró közt 23 volt zsidó és száz ügyvéd között pedig 49. Száz orvosból 52 zsidó, száz üzletemberből pedig 60. A német nép tagjainak átlagos vagyona 810 márkát tett ki. A zsidóké ezzel szemben 10000 márkára rúgott.”

Albert Einsteint a fizikai Nobel-díj birtokosát „Relativitás-zsidónak titulálják, aki a németek iránti gyűlöletét obskúrus áltudomány mögé rejti“. További jelenetekben Curt Bois, Charles Chaplin (aki pedig nem is volt zsidó, de A diktátor c. filmjéért ellenségnek minősült), Leo Kestenberg, Fritz Kortner, Peter Lorre, Ernst Lubitsch és Rosa Luxemburg került sorra, mint a „nemzetközi zsidóság“ reprezentánsai.
Egy további jelenetben egy tehén kivéreztetéses, kóser mészárlását taglalják a legapróbb részletekig menően. Ezt a jelenetet kivágták abból a változatból, amelyet nőknek és gyermekeknek való bemutatásra szánták. (Kivonat a film kommentárjából):

„Ezek a képek egyértelmű bizonyítékok a zsidók mészárlásának kegyetlenségéről. Egyúttal leleplezik fajtájuk jellemvonását, mely eltompult nyerseségüket a hithű vallásgyakorlás palástja mögé rejti.”

Ezt az 1939. január 30-án Adolf Hitler által a Reichstagban elmondott beszédének jelenete követi. Ebben bejelenti a holokausztot. Beszéde így végződik:

„Amennyiben a nemzetközi finánc-zsidóságnak Európában és azon kívül sikerülni fog a népeket még egyszer világháborúba taszítani, akkor az eredmény nem a Föld bolsevizálása lesz és így nem a zsidóság győzelme, hanem a zsidó faj megsemmisítése Európában!”

Erre a film záró képsora jön, rajtuk ujjongó németek és férfias katonák.
|  | Itt a vége a cselekmény részletezésének! |

## Az összeszerkesztett anyag
Még Lengyelország lerohanásakor a propagandaminisztérium forgatócsoportjai, a Wehrmacht propaganda-csapatának technikai és logisztikai támogatása mellett, felvételeket készítettek a megszállt Lengyelország zsidó közösségeiről. A birodalmi minisztérium megfelelő utasítása Hippler és operatőreinek segítésére 1939. október 7-én érkezett meg a 8. hadsereg felső parancsnokságához. Ez megnevezte a felvétel helyeit: Varsó, Łódź és Krakkó.
Az örök zsidó nem csak az itt felvett jeleneteket tartalmazza, hanem többek között átvett az UFA filmarchívumából is és Leni Riefenstahl Az akarat diadala (Triumph des Willens) (1935) filmjéből számos jelenetet, de emellett még A Rothschildok című amerikai filmből, Alfred L. Werker rendezésében (1934), valamint Juda Lemannak Az ígéret földje című cionista filmjéből is.

## Szövege, zenéje
A film narrátora Harry Giese, akit a Deutschen Wochenschau hangjaként ismertek 1940–1945 között.
A külföld számára angol, francia és holland kópiák készültek, az utóbbi két verzióban. Ezekben a Taubert által írt szöveget törölték; ennek hiányában attól tartottak, hogy a német publikum számára megírt demagóg hangvétel a „dokumentáció“ hihetőségét veszélyeztetné.
Ezen keresztül a film zenéje vált jelentőssé, valahányszor zsidók voltak a színen, mindannyiszor „túláradó, orientális jellegű“ volt, ezzel szemben „az északi típusú emberek“ esetében az aláfestő zene Johann Sebastian Bach valamely műve volt.

## A kortársak így fogadták
Október 11-én, amikor a gyártás befejeződött Goebbels ezt írta naplójába:

„Az örök zsidót végre befejezték. Most már bízvást kijöhet. Eleget dolgoztunk rajta.”

Goebbels Az örök zsidó, a Jud Süß és A Rothschildok című filmeket tényleg oly fontosnak tartotta, hogy a sajtó részére különleges utasításokat adott ki.
1940. november 29-én bemutatták a filmet az Ufa-filmpalota közönsége számára. (A bemutató dátuma hol november 28-a, hol 29-e, , illetve ). Két különbözően vágott változatát mutatták be aszerint, hogy a tehén rituális vágásának jelenetsora szerepelt-e, vagy nem a filmben. Az utóbbit láthatták asszonyok és gyermekek is, az előbbit nem.
A sajtó reagálása pozitív volt, bizonyos megkönnyebbülést is kifejeztek a film vége után:

„Ha a filmnek végre vége, […] fellélegezhet a néző. A legmélyebb sötétségből ismét a fény világába jut.”

– Deutsche Allgemeine Zeitung, 29. November 1940

És:

„A patkányseregek látványával szöges ellentétben 7a film a szörnyű jelenetek után német embereket és német rendet ábrázoló képekkel zárul, amelyek a nézőket mély hálával töltik el azért, mert ehhez a néphez tartozónak mondhatják magukat, amely nép Führere a zsidó problémát tökéletesen megoldja.”

– Illustrierter Filmkurier

Az örök zsidó „az állam politikája számára értékes“ és „művészetileg értékes“ osztályzatokat kapott, ezen felül a mészárlási jelenettől megtisztított és így a cenzúra részéről a fiatalságnak is ajánlott változat a „ fiatalság számára értékes“ besorolást kapta.
A Biztonsági szolgálat Jelentés a Birodalomból 1941. január 20-i példánya megállapította, hogy a filmet „ a sajtó és a rádió részletes, előzetes bejelentései miatt […] a birodalom minden részén  a népesség nagy várakozással tekint filmre“. „Számos befutott jelentés szerint“ a film „ezeknek a nagy feszültséggel teli elvárásoknak mindenképp megfelelt“ és
„meggyőzőbben és nagyobb felvilágosító erővel hat […] mint sok zsidóellenes írásmű. Általában elismerték, mily komoly egységgé vált a filmben az elérhető képanyag. Különösen találóak a nézők számára […] a kartográfiai és statisztikai anyagok a zsidók elterjedtségéről (külön kiemelve a patkány-hasonlat erőteljes benyomását) és az ő befolyásosságuk kiterjedtségéről valamennyi életterületre és a világ valamennyi országában. Különösen nagy figyelmet érdemeltek a zsidókról, az USA-ban készült felvételek. Az embereket meglepte, mennyire nyíltan mutatják be ezek a zsidók befolyását és a zsidók uralma <sic!> az USA-ban […]. Különösen erős hatásúak emellett még azok a filmjelenetek, amelyekben a zsidók «originális» és «európai változatukban» mint világias emberek szerepelnek […], főként mennyire erős hatásúak voltak a szembeállítások (zsidó gettó – a német fiatalság felvonulása a pártnapon). Egyenesen felszabadultan és lelkesedve – így egy jelentés Münchenből – tapsolt a közönség a vetítés közben, amikor a Führer beszéde közben azt jósolta meg, hogy egy új háború csak azzal végződhet, hogy a zsidóságnak vége lesz, meg lesz semmisítve. Rendkívül meggyőzően hatott mindenütt a Rothschild család és annak karrierje és különösen az a bizonyíték, hogy az egyes családtagok különböző országokban integrált, elismert állampolgárok lettek, mely állampolgárság révén a legfontosabb országokban megvetették lábukat. Ez az ábrázolás és a világ valamennyi részéből egyes zsidó típusok szembeállítása – ezt számos beszélgetésből kiviláglik – egycsapásra világossá tette, hogy a zsidó minden országban, nyelvben és életterületen való az asszimilálódása ellenére, mégiscsak mindig zsidó marad.
 A film körül folyó rendkívül erős propaganda és a dokumentum-alapú képsorok hatásossága az első előadások során rendkívüli nézettséget tudott felmutatni. A lakosság érdeklődése mégis hamar alábbhagyott, mert a filmet túlzott gyorsasággal követte a Jud Süß bemutatása. Mivel a Jud Süßt a népesség nagy része már látta, gyakran így azt feltételezték a jelentések alapján, hogy Az örök zsidó , mint dokumentumfilm nem tudott lényegesen újat nyújtani. Általános egyetértéssel adtak arról jelentéseket, hogy gyakran csak a lakosság politikailag aktív része látogatta meg a dokumentumfilmet, miközben a tipikus közönség eléggé elkerülte és helyenként arról suttogtak az emberek, hogy a film túlzottan realista módon mutatja be a zsidóságot. A bemutatott visszataszító alakokat, dolgokat és mindenekelőtt a mészárlás képsorát adták meg a megkérdezettek a film meglátogatása ellen szóló fő okként. Többen kihangsúlyozták, hogy a filmet «idegileg rendkívül megterhelőnek» tartják[…]. Így a nézőszám mindenekelőtt északnyugaton , nyugaton és délen igen gyorsan elapadt. A nyugati országrészből, de Breslauból is érkező jelentések szerint gyakran hagyták el a nézők elundorodva a vetítőtermeket még az előadás során. Ilyen megjegyzéseket hallottak: «láttuk a Jud Süßt és most már tényleg elegünk van a zsidó mocsokból!». Egyes esetekben nők, de fiatal férfiak is a mészárlási jelenet vetítése közben elájultak. Gyakori vélemény volt, hogy a Jud Süß már elég meggyőzően bemutatta a zsidókat, így erre az újabb, még keményebb dokumentumfilmre közvetlenül e film után már nem volt semmi szükség. Ezzel szemben nagyszámú olyan megnyilvánulás is volt, elsősorban politikailag aktív népességcsoportokból, melyek szerint a rendkívül hatásos filmet a közönség hálásan fogadta.“
A filmet nem lehetett üzleti sikerként beállítani, jóllehet sok moziban bemutatták, például az ősbemutató után 66 moziban, egyedül Berlinben. A Németország által megszállt területeken is bemutatták a filmet. Franciaországban a bemutató – a francia változat már 1941 decemberében kész volt – 1942 júliusának elején a megszállóknak egy átfogó zsidóellenes kampánya részeként szolgált; röviddel ez előtt vezették be a Dávid-csillagot és az első deportálásokat is elindították a keleti koncentrációs táborokba.
A mozitulajdonosok egy részét kötelezték a vetítésre. Legfőképp a párt tagjai látogatták és nemzetiszocialista szervezetek, mint például a Hitlerjugend számára vetítették.
Ugyanakkor a filmről sokat beszéltek az emberek a drasztikus jelenetei miatt, így a nép soraiban sokan tudomást szereztek róla.

## Helyzete a mai Németországban
A filmet Németországban betiltották. Propaganda hatására való tekintettel kizárólag olyan formában jeleníthetők meg a részletei, amelyeket megfelelő, a nézőt felvilágosító kommentárok kísérnek.

## Fordítás
- Ez a szócikk részben vagy egészben  a   Der ewige Jude című német Wikipédia-szócikk ezen változatának fordításán alapul.  Az eredeti cikk szerkesztőit annak laptörténete sorolja fel. Ez a jelzés csupán a megfogalmazás eredetét és a szerzői jogokat jelzi, nem szolgál a cikkben szereplő információk forrásmegjelöléseként.